# Roman Lengyel
Roman Lengyel (ur. 3 listopada 1978 roku w  Czeskich Budziejowicach, Czechy) – czeski piłkarz występujący na pozycji obrońcy.